# Wurtland (Kentucky)
Wurtland es una ciudad ubicada en el condado de Greenup en el estado estadounidense de Kentucky. En el Censo de 2010 tenía una población de 995 habitantes y una densidad poblacional de 213,19 personas por km².

## Geografía
Wurtland se encuentra ubicada en las coordenadas 38°32′59″N 82°46′45″O / 38.54972, -82.77917. Según la Oficina del Censo de los Estados Unidos, Wurtland tiene una superficie total de 4.67 km², de la cual 4.56 km² corresponden a tierra firme y (2.22%) 0.1 km² es agua.

## Demografía
Según el censo de 2010, había 995 personas residiendo en Wurtland. La densidad de población era de 213,19 hab./km². De los 995 habitantes, Wurtland estaba compuesto por el 98.29% blancos, el 0.3% eran afroamericanos, el 0.2% eran amerindios, el 0% eran asiáticos, el 0% eran isleños del Pacífico, el 0% eran de otras razas y el 1.21% pertenecían a dos o más razas. Del total de la población el 0% eran hispanos o latinos de cualquier raza.